# Sphaenorhynchus prasinus
Sphaenorhynchus prasinus är en groddjursart som beskrevs av Werner C.A. Bokermann 1973. Sphaenorhynchus prasinus ingår i släktet Sphaenorhynchus och familjen lövgrodor. IUCN kategoriserar arten globalt som livskraftig. Inga underarter finns listade i Catalogue of Life.